# 暖簾 (映画)
『暖簾』（のれん）は、1958年に東宝系で公開された宝塚映画製作の日本映画である。
山崎豊子が新聞記者時代の1957年に執筆し、俳優の森繁久彌のもとを訪れて置いていった生原稿を原作としている。それを読んでたいそう気に入った森繁は劇作家の菊田一夫に戯曲化してもらい、同年4月に行われた芸術座こけら落とし公演の演目にしている。本作は、それをさらに脚色して映像化したものである。
元となった山崎の原稿は小説化されており、1957年に創元社から、1958年に東京創元社から、1960年に新潮文庫から刊行された。

## 映画
1958年6月15日公開。123分。モノクロ。東宝スコープ。同時上映作は『昭和刑事物語 俺にまかせろ』。
2005年11月25日、配給元の東宝から本作を収録したDVDが発売された。

### スタッフ
- 製作：滝村和男
- 監督：川島雄三
- 原作：山崎豊子
- 脚本：八住利雄、川島雄三
- 撮影：岡崎宏三
- 美術：小島基司
- 録音：長岡憲治
- 照明：下村一夫
- 音楽：真鍋理一郎

### キャスト
- 八田吾平：森繁久彌
- 八田吾平（十五歳）：頭師孝雄
- 八田千代：山田五十鈴
- 八田辰平：小原新二
- 八田孝平：森繁久彌 - 二役[3]
- 八田孝平（十七歳）：頭師正明
- 年子：環三千世
- 年子（十二歳）：渡辺昇子
- 浪花屋利兵衛：二代目中村鴈治郎[2][4]
- 浪花屋きの：浪花千栄子
- 浪花屋信之助：山茶花究
- 浪花屋ゆき：汐風享子
- お松：乙羽信子
- お松（少女時代）：竹野マリ
- しず子（お松の娘）：扇千景
- 清助：海老江寛
- 定吉：田武謙三
- 定吉（十五歳）：畑義温
- 定吉の女房：吉川雅恵
- 松吉：内藤栄造
- のぶ子：中村メイコ
- 城口：夏目俊二
- 闇市の親爺：山路義人
- 夜なきうどん：山田周平
- せき（関東煮や）：万代峯子
- 番頭吉助（浪花屋本家の奉公人）：森金太
- 手代（浪花屋本家の奉公人）：原耕次
- 女中（浪花屋本家の奉公人）：西川富美子
- 手代（吾平の店奉公人）：尾小山安治
- 中僧（吾平の店奉公人）：加藤正徳

## テレビドラマ
1963年5月24日にNHK総合テレビの『文芸劇場』枠で放送。主演は、上記映画版にも別の役で出演した二代目中村鴈治郎と浪花千栄子。

### スタッフ
- 原作：山崎豊子
- 脚色：土井行夫
- 音楽：大栗裕
- 演出：加納守

### キャスト
- 八田吾平：二代目中村鴈治郎
- 千代（妻）：浪花千栄子
- 孝平（長男）：入川保則
- 年子（娘）：高森和子
- 忠平（次男）：森下鉄朗
- 定助：岩田直二
- 梅園佳之：山口幸生
- 吉蔵：坂東春之助
- 吉本：永野達雄
- 横田：高桐真
- 栄七：松田明
- 乃ぶ子（孝平の嫁）：伊吹友木子